# Национално знаме на Иран
Националното знаме на Иран в сегашния му вид е утвърдено като държавен символ на 29 юли 1980 г. и отразява политическите промени настъпили след Иранската революция от 1979 г. Знамето има правоъгълна форма с три хоризонтално разположени цветни полета: горе – зелено, по средата – бяло и долу – червено. В центъра е разположен гербът на Иран. Той представлява стилизиран надпис Аллах, (на арабски: الله) и символизира ислямската вяра – Няма Господ, освен Аллах (на арабски: لا إله إلاَّ الله). На вътрешните краища на зеленото и червеното поле със стилизирана версия на шрифт, използван в Корана, са изписани думите Аллах Акбар ((на арабски: ﷲ اكبر, Господ е велик). Наличието на надписа е причина знамето да има лицева страна. Формата, цветовете и пропорциите на елементите на знамето са описани в националния стандарт на Иран.

## История
Знамената и щандартите са важни национални и царски символи на иранците още от древността. За тях нееднократно се споменава в книгата на зороастрийците Авеста. Според някои изследователи по външен вид те са подобни на римските вексилуми, при които правоъгълното парче плат виси от напречната част на Т–образната дръжка. Гръцкият историк Ксенофонт съобщава за щандарта на Кир Велики, който представлявал дълго копие със закрепен на него златен орел с разперени крила.
В съответствие с древната иранска хералдична традиция знамената често са украсени с изображения на небесни тела и фигури на животни, носещи символично съдържание. Най-известният символ на Иран през последните няколко века е мотивът Лъв и Слънце. Той е основан върху астрономическите наблюдения и астрологическите схеми, според които зодиакалният знак на Слънцето се намира в съзвездието Лъв. През 19 век към мотива Лъв и Слънце се добавя ятаган и цялата композиция се комбинира със зелено-бяло-червен трикольор. С малки изменения това знаме е официалния символ на Иран до 1979 г.

### Доислямски период
В Иран при археологическите разкопки край града Шахдад в югоизточната провинция Керман е открито най-старото в света метално знаме. Находката се датира към 2400 пр.н.е. и представлява квадратна метална плочка с размери около 23,4 на 23,4 cm, закрепена върху меден прът с дължина около 109 cm. Върхът на пръта е украсен с птица (вероятно орел) с разперени криле. Металната плочка се състои от две части – вътрешна по-тънката част и по-дебела рамка. Рамката има две подвижни куки за закрепване към пръта. Централната част на плочката е изгравирана с разнообразни изображения. Сред тях са образите на лъв и слънце, които нееднократно се срещат през цялата история на Иран.
Най-древният символ на Иран е митичното знаме „Дерафш-е Кавиани“. Легендата за него се разказва в поемата „Шах-наме“ на Фирдоуси. Знамето е свързано с въстанието на иранците срещу жестокия владетел Захак, незаконно узурпирал властта. Водачът на въстанието, ковачът Каве, прикрепва кожената си престилка към върха на копие и с това знаме повежда хората при Ферейдун, законният наследник на царския род Пишдадиди, първата митична династия на Иран. Ферейдун украсява това знаме с 4-лъчева звезда, скъпоценни камъни и червени, жълти и виолетови пискюли и го нарича „Дерафш-е Кавиани“ (Знаме на Каве). Звездата се нарича „Ахтар-е Кавиани“, а нейните лъчи символизират четирите посоки на света. Дерафш-е Кавиани е знаме и на Каянидите, втората митична династия на Иран.

#### Ахемениди
По време на династията на Ахеменидите (648 – 330 пр.н.е.), при управлението на Кир II Велики, щандартът на империята представлява квадратно знаме, разделено на 4 равностранни триъгълника. Всеки два срещуположни триъгълника са еднакво оцветени. На намерените изображения горният и долният триъгълници са ярко червени, а левият и десният виолетови.
При разкопките на Персеполис археолозите откриват щандарт, на който е изобразен сокол с разперени криле. Понастоящем се смята, че това знаме е официалният флаг на Иран в епохата на царуванията на Кир II Велики и неговите наследници. Този щандарт се съхранява в Музея на Древен Иран в Техеран под № 2436. Изображения на Ахеменидските щандарти са запазени на стенописите в двореца Ападана в Персеполис.

#### Аршакиди
Партската династия на Аршакидите (250 пр.н.е. – 224 н.е.) смята за своите корени митичните авестийски царе и свързва рода си с ахеменидския цар Артаксеркс II. Предполага се, че техният императорски щандарт е Дерафш-е Кавиани. Той представлява кожено платно с изображение на 4-лъчева звезда. На върха на носещото го копие е закрепена фигура на златен орел, хванал в лапите си по едно златно кълбо. Тази фигура се разглежда като препратка към Ахеменидския щандарт.
Освен императорския щандарт Аршакидите използват копринени военни знамена с изображения на дракони.

#### Сасаниди
Сасанидската династия (224 – 650) първоначално свързва родословното си дърво с ахеменидските царе, но по-късните сасанидски царе продължават своята генеалогия дълбоко в минало, до митичната авестийска династия на Каянидите. Националното знаме на иранците през тази епоха е Дерафш-е Кавиани, богато украсено със скъпоценни камъни и цветни пискюли. След загубата на сасанидската армия във войната срещу арабите знамето попада в ръцете на победителите. Според хрониките халифът Омар сваля от него скъпоценностите и го изгаря.
Дерафш-е Кавиани е символ на националото самосъзнание на иранците. Затова основателят на сафаридската династия (861 – 1003) Якуб ибн Лейс ас-Саффар в стремежа си да се представи за потомък на персийските царе и да възстанови предишната слава на империята провъзгласява: „С мен е Дерафш-е Кавиани, чрез него се надявам да управлявам народите.“ Не са намерени данни за възстановяването на Дерафш-е Кавиани, но изображението на 4-лъчевата звезда върху иранските знамена продължава да се използва до навлизането на символа Лъв и Слънце.

### Ислямски период
Ислямизацията на Иран по време на арабското управление води до премахване на традиционните символи, тъй като новата религия ги възприема като езически.

#### Газневиди
При Газневидите (963 – 1187) знамената са със символи върху тях. По време на царуването на Махмуд Газневи (998 – 1030) се използва черно знаме с изображение на пълна златна луна. Към епохата на Газневидите се отнася използването и на друго знаме – с изображение на сребърен полумесец и паун на зелен фон.

#### Сефевиди
При династията на Сефевидите (1501 – 1722/1736) се въвеждат последователно три знамена, всички зелени, но с различни символи. Знамето на първия сефевидски цар Исмаил I съдържа изображението на пълна златна луна. През 1524 г. Тахмасп I замества луната с образите на овен и слънце. Овенът се избира, тъй като Тахмасп I е роден през месец Фарвардин, чийто зодиакален символ е Овен. През 1576 г. при Исмаил II върху знамето със златни нишки са избродирани образите на Лъв и Слънце. Това е първата поява на известната емблема, станала най-популярния символ на Иран. В този вид знамето съществува до края на епохата на Сефевидите.
При Сефевидите емблемата Лъв и Слънце се основава върху легендите от Шахнаме, притчите за пророците и други ислямски източници. Според тях царят (шахът) има две роли – на владетел и на духовна личност. Ролята на владетеля е препратка към иранските царе, и по-специално към основателя на древна Персия, митичния цар Джамшид. Джамшид се олицетворява със слънце. Ролята на духовната личност внушава връзката с първия шиитски имам Али. Неговото име се придружава с епитета „Лъвът на Господа“ и Али съответно се асоциира с лъв. Според Сефевидите връзката между Лъва и Слънцето, обединени в космическа (астрологическа) група, проектира това единство върху земните цар и имам. По този начин Лъвът и Слънцето символизират двата стълба на обществото – държавата и религията. Предполага се, че съществуват допълнителни основания за използване на слънце като символ. Едното е текстът на Шахнаме, където се срещат изразите „Слънцето на Иран“ и „Луната на Туранците“. По време на Сефевидите Луната (полумесеца) е държавен символ на Османската империя, затова иранската династия се идентифицира с алтернативния образ на Слънцето. Слънцето има и друго важно значение в света на Сефевидите – времето се отчита по слънчев календар, за разлика от ислямския лунен календар.
- Знаме на Сефевидите (1502 – 1524)
- Знаме на Сефевидите (1524 – 1576)
- Знаме на Сефевидите (1576 – 1732)

#### Афшариди
Династичните щандарти на Афшариди (1736 – 1802) са многоцветни, с триъгълна форма и без допълнителни символи. Надер Шах има личен щандарт с емблемата Лъв и Слънце. Надер Шах избягва използването на зеления цвят, тъй като той се асоциира с шиитския ислям и династията на Сефевидите. По време на военноморските кампании неговото адмиралско знаме е правоъгълно с червена персийска сабя на бял фон.
- Знаме на Афшаридите
- Знаме на Афшаридите
- Щандарт на Надир Шах
- Военноморско знаме на Афшаридите

#### Зенди
Държавното знаме при династията на Зенди (1750 – 1794) представлява бял триъгълник със зелени ръбове и златна емблема на Лъв и Слънце в центъра.

#### Каджари
Управлението на Каджарската династия (1781 – 1925) има два периода: до и след Иранската конституционна революция през 1906 г., която ограничава нейната власт, въвеждайки системата на Конституционна монархия.

##### Абсолютна монархия
При управление на Каджарите се използват много знамена, всички с правоъгълна форма. По време на Мохамед Хан Каджар (1794 – 1797) знамето е червено с емблемата Лъв и Слънце, включена в централен светъл кръг.
При Фат Али Хан (1797 – 1834) се използват няколко версии на знаме, пригодени за различни обстоятелства: военно знаме, мирно знаме, знаме за дипломатически цели. Те всички носят емблемата Лъв и Слънце, но имат различни варианти, отнасящи се до позициите на лъва: лъв, застанал пред слънце; легнал лъв, лъв с меч и др.
- Военно знаме на Каджари
- Мирно знаме на Каджари
- Дипломатическо знаме на Каджари

При Мохамед Шах Каджар (1834 – 1848) Знамето е бяло, а лъвът на емблемата е застанал пред слънцето и носи меч.
При Насир ал-Дин Шах Каджар (1848 – 1896) официалното държавно знаме е бяло, три от неговите кантове са оцветени в зелено, по средата е емблемата Лъв и Слънце. Военноморското знаме е с емблемата и с кантове, оцветени в червено и зелено. Гражданското знаме е със същите кантове, но без емблемата.
- Държавно знаме при Насир ал-Дин Шах
- Гражданско знаме при Насир ал-Дин Шах
- Военноморско знаме при Насир ал-Дин Шах

##### Конституционна монархия
Иранският трикольор в съвременния му вид се появява след Иранската конституционна революция. В Петата поправка към Конституцията от 7 декември 1907 г. той се описва с три цвята – зелен, бял, червен – и с емблемата Лъв и Слънце в центъра. Подробностите за размерите, положението и размерите на лъва, меча, слънцето, включително изгъвката на опашката на лъва се уточняват с указ от 4 септември 1910 г. Съотношението на ширината към дължината на знамето е 1:3. По това време се използват 3 вида знамена: държавно, национално и военноморско. Държавното знаме е трикольор с емблемата по средата. Националното знаме, което се използва за граждански цели, е трикольор без емблемата. Военноморското знаме е подобно на държавното, но емблемата е обрамчена с венец, който допълнително е украсен с корона. Цветове на знамената са бледи, а червеното е по-близко до розовото.
- Държавно знаме (1907 – 1925)
- Национално знаме (1907 – 1925)
- Военноморско знаме (1907 – 1925)

## Съвременен Иран

### Пахлави
Династията на Пахлави (1925 – 1979) през 1933 г. внася няколко промени в знамето: цветове на трикольора стават наситени, короната на Каджарите се заменя с короната на Пахлави, премахват се човешките черти на слънцето. През 1964 г. съотношението ширина:дължина се променя на 4:7, така че емблемата се побира изцяло в бялото поле на знамето.
- Държавно знаме (1933 – 1964)
- Национално знаме (1933 – 1964)
- Военноморско знаме (1933 – 1964)

- Държавно знаме (1964 – 1980)
- Национално знаме (1964 – 1980)
- Военноморско знаме (1964 – 1979)

### Ислямска република
След Ислямската революция през 1979 г. трикольорът се запазва, но емблемата се заменя с новия герб на Иран. Новата емблема представлява стилизиран надпис „Аллах“ във форма на лале. По долния край на зеленото поле и горния край на червеното поле се изписани 11 пъти думите „Аллах Акбар“. Самото изписване на 22 израза – 2х11 – е препратка към датата на Ислямската революция, която се е състояла на 22-рия ден на единадесетия месец Бахман по иранския календар. Зеленият цвят символизира ислям, белият символизира мир, червеният е цветът на мъжеството и мъченичеството.
Иран е теократична държава от 1980 г. и има няколко дни в календара, когато в страната официално се отбелязва траур за ислямските мъченици. Правителствен указ от 18 юли 2007 г. забранява в знак на траур националното знаме да се спуска наполовина, тъй като това би било неуважение към думата Аллах, изписана върху него.